# Operator ewolucji
Operator ewolucji – w mechanice kwantowej operator odpowiedzialny za translację w czasie. Jeśli na wektor stanu układu w czasie {\displaystyle t_{1}} zadziała się operatorem ewolucji o czas {\displaystyle t,} otrzyma się stan układu w czasie {\displaystyle t+t_{1}.}
W mechanice kwantowej układ fizyczny spełnia równanie Schrödingera z hamiltonianem H. Ewolucja czasowa w ogólności zależy od chwili początkowej {\displaystyle t_{1}} i końcowej {\displaystyle t_{2},} a gdy równanie jest niezależne od czasu - jedynie od różnicy czasu między tymi chwilami {\displaystyle \Delta t=t_{2}-t_{1}.} Ewolucji odpowiadają operatory unitarne:
- w przypadku ogólnym:

{\displaystyle U(t_{1},t_{2})={\hat {P}}\exp \left({\frac {-i}{\hbar }}\int _{t_{1}}^{t_{2}}H(t')dt'\right),}
{\displaystyle U(t_{1},t_{1})=Id,}
{\displaystyle U(t_{1},t_{3})=U(t_{2},t_{3})U(t_{1},t_{2}),}
gdzie {\displaystyle {\hat {P}}} – operator porządkujący w czasie (sprawia, że własność pierwsza jest zgodna z trzecią),
- w przypadku hamiltonianu niezależnego od czasu:

{\displaystyle U(t_{1},t_{2})=U(\Delta t=t_{2}-t_{1})=\exp \left({\frac {-i}{\hbar }}H\Delta t\right).}